# Liliana Cosi
Liliana Cosi (Milano, 15 agosto 1941) è una direttrice artistica ed ex ballerina italiana.

## Biografia

### Studi di danza classica
Compie i suoi studi alla Scuola di Ballo del Teatro alla Scala sotto la guida della direttrice Esmée Bulnes e si diploma nel 1958 quale miglior allieva, ricevendo un premio dal Sovrintendente Antonio Ghiringhelli per le mani di Wally Toscanini.
Viene subito assunta nel corpo di ballo della Scala con contratto a tempo indeterminato e partecipa a tutti gli spettacoli d’opera e balletto.  
Nel 1963 si aprono i primi scambi culturali tra il Teatro Bol'šoj di Mosca e il Teatro alla Scala di Milano e viene inviata, in qualità di capogruppo, per un corso di perfezionamento e lì studia con Vera Petrovna Vasilieva, moglie del coreografo Galizovski.
Di ritorno in Italia decide di frequentare un periodo di studi a Parigi agli Studi Vaquer del maestro Franchetti. Nello stesso anno incontra il Movimento dei focolari e vi aderisce pienamente: sarà la stessa fondatrice Chiara Lubich a incoraggiarla a continuare comunque il suo lavoro artistico, cercando di viverne la spiritualità dell’Unità. A Mosca torna nel 1965, nel 1966 e nel 1967 dove studia con i maggiori maestri di quel tempo: Tichomirnova, Messerer, Simionova, Ulanova, Jordan, Gherdt.

### Debutto
Nel 1965 debutta al Palazzo dei Congressi del Cremlino come protagonista ne
Il lago dei cigni con Boris Chochlov. Di ritorno alla Scala è promossa Solista e balla il Lago dei Cigni con Paolo Bortoluzzi e la Cenerentola di Sergej Prokof'ev e coreografia di Alfred Rodriguez con Roberto Fascilla. Nuovamente a Mosca debutta nel 1966 al Bolshoi in Giselle con Boris Chochlov, poi lo riprenderà con Vladimir Vasil'ev, e nel 1967 sarà al Bol'šoj ne La bella addormentata con Vladimir Tichonov. 

## Carriera

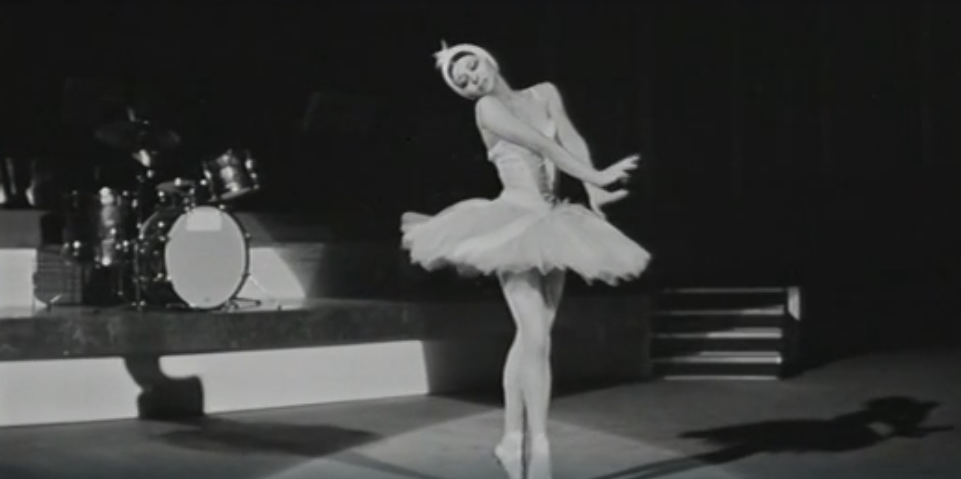
Conosciuta al grande pubblico, Liliana Cosi si esibì nella quarta puntata di Canzonissima 1971

Nel 1968 è promossa Prima Ballerina alla Scala e vi interpreta i ruoli più impegnativi del repertorio classico come in Romeo e Giulietta di Prokof'ev-Cranko, L'uccello di fuoco di Igor Stravinskij e coreografia di Fokine, Petruška di Stravinskij e coreografia di Aurel Milloss, Coppélia di Léo Delibes, Les Sylphides. Nello stesso anno compie la prima tournée in Unione Sovietica su invito del Goskonzert con il Lago dei Cigni e Giselle a Mosca, Riga, Odessa, Tbilisi. Questo evento diventerà un appuntamento annuale e addirittura bi-annuale per cui, in otto anni, totalizza centotrenta spettacoli nei teatri di tutte le capitali dell’URSS, ballando sempre coi primi ballerini dei diversi Teatri che la ospitano nel Lago dei Cigni, Giselle, La bella addormentata, Don Chisciotte. 
Nel 1969 alla Scala è richiesta da Nureev a ballare La bella addormentata e quindi per la ‘prima’ del suo Schiaccianoci alla Scala. Nello stesso anno debutta, sempre alla Scala, nella ‘prima’ di Roméo et Juliette sulla musica di Hector Berlioz coreografata da George Skibin con Attilio Labis e più avanti in Dafni e Cloe di Maurice Ravel e Skibin sotto la direzione di Georges Prêtre con Bortoluzzi. 
Nel 1970 è nominata Étoile. Il suo repertorio comprende anche molti balletti della ricca produzione balanchiniana che facevano parte delle produzioni scaligere, come Serenade, Concerto Barocco, Sinfonia in C, Balletto Imperiale, Allegro Brillante, Bourrée fantasque, I quattro Temperamenti, Apollon Musagète e in occasione di serate di Gala si è esibita anche in pas de deux come, Fiamme di Parigi di Asaf'ev, Flower Festival di Paulli con Hideo Fukagawa, Il Corsaro di Drigo.
Nel 1970 inaugura la stagione di balletto a Mosca al Palazzo dei Congressi del Cremlino e balla al Coliseum di Londra con il London Festival Ballet, in tre produzioni con Peter Breuer: La bella addormentata, Giselle e Shéhérazade, nel ‘71 è in tournée in Europa con Nureev, con una Compagnia americana, dove oltre a ballare il terzo atto della Bella Addormentata debutta ne La Sylphide e in Les biches. 
Nel 1972 è negli Stati Uniti ingaggiata dal noto impresario Yurok per spettacoli a Boston, e successivamente a San Francisco e a Baltimora, dove balla con Richard Cragun. Nello stesso anno è invitata a Lisbona dalla Fondazione Gulbenkian con Rudy Bryans. Nello stesso anno Patrice Bart, dell’Opera di Parigi, la invita alla Televisione francese ORTF per uno speciale sulla sua carriera dove balla Il Cigno Nero e Flowers Festival.

### Con Marinel Stefanescu
Sempre nel 1972 in occasione di una serata di Gala a Madrid per i Reali di Spagna al teatro Zarzuela balla per la prima volta con Marinel Stefanescu. Nel 1973 è a Bruxelles per interpretare la IX Sinfonia di Beethoven con Maurice Béjart dove balla con Ivan Nagy e poi è all’Opera di Berlino, e a Bordeaux con Stefanescu e al Teatro di San Carlo di Napoli. 
Nel 1974 debutta al Teatro Fraschini di Pavia in Concerto per ballerina solista spettacolo ideato da Massimo Teoldi e Carlo Rivolta per lei sola, lo spettacolo in seguito è stato assunto dall’organizzazione scaligera per una tournée nelle province lombarde. 
Nel 1975 balla Excelsior alla Scala con Bortoluzzi e poi con Stefanescu e quindi al Bellini di Catania la Coppelia di Roland Petit con Denis Ganio e Rudy Brians e al Verdi di Trieste in Giselle con Nureev. Nello stesso anno per la prima edizione del Festival della Valle d’Itria danza nell’Orfeo di Gluck e interpreta due creazioni di Stefanescu, Patetica e Romeo e Giulietta di Ciaikovski.
Nel 1976 per lo stesso festival sarà la volta di Nozze d’Aurora di Ciaikovski e di Spartacus di Chačaturjan sempre di Stefanescu. A dicembre dello stesso anno partecipa al Festival dell’Avana a Cuba con Marinel Stefanescu e balla a Città del Capo con una compagnia australiana.
Dal 1971 è spesso ospite di importanti trasmissioni della RAI TV nazionale in qualità di ospite nelle serate del sabato sera come Canzonissima, 1971/72/73, nel ’74 è a Teatro 10 con Nureev.

### L’Associazione Balletto Classico
Alla fine del 1977 lascia la Scala e con Marinel Stefanescu e sua moglie, Louise Smith, fonda l’Associazione Balletto Classico, con finalità di arte e di cultura, per diffondere l’arte del balletto. 
Nel settembre 1978 inaugura la sede dell’Associazione a Reggio Emilia che diviene presto un grande Centro di Produzione, sede della Compagnia Balletto Classico Cosi-Stefanescu e della Scuola di Balletto a livello professionale e anche residenziale. Con tutto il repertorio della Compagnia formato da più di 20 nuove produzioni create da Stefanescu e da diversi balletti del repertorio classico, balla in più di 2000 spettacoli in tournée in circa 350 città italiane e 50 estere. 
Insegna anche ad alcuni corsi della Scuola: Danza Classica, Punte, Repertorio, Trucco e Teoria della Danza.

### Insegnamento
Sempre più spesso viene invitata negli ambiti più diversi quali corsi universitari, dibattiti, convegni, congressi anche internazionali per intervenire su molti argomenti di interesse culturale e di attualità quali l’arte, la bellezza, i giovani, l’insegnamento, il linguaggio della danza.  
Dal 1977 fa parte della giuria, quale rappresentante dell’Italia, nei Concorsi Internazionali di balletto a Mosca per quattro volte fino al 1989, durante uno di essi è invitata a ballare il Don Chisciotte al Palazzo dei Congressi del Cremlino.  
Nel 1999 la Link Up Television produce una video-cassetta su tutta la sua attività artistica con filmati inediti, dal titolo Una vita per la danza.

### Fine della carriera
Alla fine dell’anno 2000 termina la sua carriera in palcoscenico ma continua ad insegnare e a dirigere e seguire con Stefanescu la Compagnia e la Scuola. Dal 2012 è vicepresidente di AIDAF in seno all’AGIS (Associazione Generale Italiana Spettacolo), ente che si occupa di tutelare e far riconoscere un percorso formativo a livello nazionale per gli insegnanti di danza. 
Nel luglio 2016 tutta la sua attività passa ad un nuovo organismo, la cooperativa Nuovo Balletto Classico gestita da quattro giovani: tre primi ballerini della Compagnia stessa Elena Casolari, Rezart Stafa e Dorian Grori e la giovane insegnante Nicoletta Stefanescu. Essi hanno già ottenuto il riconoscimento come ente di alta formazione dalla Regione Emilia-Romagna e oltre alla Scuola continuano l’attività di spettacoli con il repertorio lasciato da Marinel Stefanescu al quale, nel 2019, si è aggiunta una nuova produzione firmata dall’albanese Hector Buddla “Una Carmen – don José”. 

### Altre attività
La sua attività continua come Supervisore del Nuovo Balletto Classico ed è spesso invitata a partecipare a eventi di balletto sia per tenere master-class che in giuria di Concorsi e Festival, in tutta Italia e all’estero. 
Nel 2018 torna in Russia a San Pietroburgo in occasione dei festeggiamenti degli ottant’anni del Maestro Oleg Vinogradov e nel 2019 è a Saratov per il Festival&Contest, Serate italiane in Russia. 
Nel 2020 è a San José di Costa Rica in qualità di Madrina del Festival Viva la Danza durante il quale dà molte lezioni anche sul metodo d’insegnamento, master classe per la Compagnia nazionale di danza contemporanea e all’Università della danza.

## Opere
- Liliana Cosi, Scarpette magiche, Editrice La Sorgente, 1974
- Liliana Cosi, Sarò ballerina, Editrice La Sorgente, 1978
- Liliana Cosi, Un sogno in punta di piedi, Editrice La Sorgente, 1990
- Liliana Cosi, Étoile, la mia vita con Dio, Città Nuova Editrice, 2006
- Liliana Cosi, Teoria del Balletto, Editrice San Lorenzo, 2020

## Riconoscimenti e onorificenze
- La Caravella d’Oro
- il David di Donatello
- la Maschera d’Argento
- la Medaglia d’Oro del Comune di Milano
- Commendatore della Repubblica Italiana[8]
- “Italian Superstars award” a New York
- Targa del Sindaco di Los Angeles
- membro onorario di ACUA Accademia Artistica costaricense